# Saint-Rémy (Corrèze)
Saint-Rémy è un comune francese di 242 abitanti situato nel dipartimento della Corrèze nella regione della Nuova Aquitania.

## Società

### Evoluzione demografica
Abitanti censiti